# Contea di Wuqiang
La contea di Wuqiang (武强县S, Wǔqiáng XiànP) è una contea della Cina, situata nella provincia di Hebei e amministrata dalla prefettura di Hengshui.